# Game Boy Advance SP
GameBoy Advance SP е лека преносима игрална конзола. Произведена е от Нинтендо. За разлика от видео конзолите при преносимите конзоли управлението, екрана и говорителите са интегрирани в общ корпус достатъчно малък да се побира в джоб например. GameBoy Advance SP притежава презареждаема литиево-йонна батерия осигуряваща от 10 до 18 часа употреба, осветление на дисплея и сгъваем корпус. Въпреки че на пазара се предлагат конкурентни продукти с по-добри технически характеристики GameBoy Advance SP се отличава с ниска цена, огромен каталог от заглавия – предназначени за различни възрастови групи, интуитивно управление, отлична здравина и надеждност което го прави изключилно подходящ за широк кръг потребители и специално за малки деца. GameBoy Advance SP e най-продаваната преносима игрова конзола в целия свят.

## Технически параметри
- Процесор – 32 bit ARM
- Памет – 32kb + 96kb VRAM (вградени в процесора) + 256kb допълнителна памет
- Екран – 2.9 инча (7.38 см) рефлективен дисплей
- Резолюция 260x160 точки, 32768 – цвята
- Размери: ширина – 82 мм, дебелина – 24.3 мм, височина – 84.6 мм